# Киси Милс (Мисури)
Киси Милс (енгл. Kissee Mills) насељено је место без административног статуса у америчкој савезној држави Мисури.

## Демографија
По попису из 2010. године број становника је 1.109.
| Група             | 2000.    | 2010.         |
| Белци             | 0 (0,0%) | 1.069 (96,4%) |
| Афроамериканци    | 0 (0,0%) | 1 (0,1%)      |
| Азијати           | 0 (0,0%) | 0 (0,0%)      |
| Хиспаноамериканци | 0 (0,0%) | 12 (1,1%)     |
| Укупно            | 0        | 1.109         |